# Teorie științifică
O teorie științifică este o explicație a unui aspect al lumii naturale care poate fi testată în mod repetat⁠(d) și verificată în conformitate cu metoda științifică, folosind protocoale⁠(d) acceptate de observare, măsurare și evaluare a rezultatelor.  Unde este posibil, teoriile sunt testate în condiții controlate într-un experiment. În circumstanțe care nu pot fi supuse probelor experimentale, teoriile sunt evaluate prin principiile raționamentului abductiv⁠(d). Teoriile științifice acceptate au rezistat cercetării riguroase și întruchipează cunoașterea științifică.
Semnificația termenului teorie științifică (adesea, pentru concizie, teorie), așa cum este folosită în disciplinele științei⁠(d), este semnificativ diferit de utilizarea populară⁠(d) a cuvântului teorie. În vorbirea de zi cu zi, cuvântul teorie poate însemna o explicație care reprezintă o presupunere nesubstanțiată și speculativă, pe când în știință el descrie o explicație care a fost testată și acceptată pe scară largă ca fiind valabilă. Aceste utilizări diferite sunt comparabile cu utilizările opuse ale termenului predicție în știință față de vorbirea cotidiană, unde acesta din urmă înseamnă o simplă speranță. 
Tăria unei teorii științifice este legată de diversitatea fenomenelor pe care le poate explica și de simplitatea ei.  Pe măsură ce se colectează dovezi științifice suplimentare, o teorie științifică poate fi modificată și în cele din urmă respinsă dacă nu poate fi adaptată noilor constatări; în astfel de circumstanțe, este necesară o teorie mai exactă. Aceasta nu înseamnă că toate teoriile pot fi schimbate fundamental (de exemplu, teorii științifice fundamentale bine stabilite cum ar fi evoluția, teoria heliocentrică, teoria celulelor, teoria tectonicii plăcilor etc.). În anumite cazuri, teoria științifică nemodificată, mai puțin precisă, poate fi tratată în continuare ca o teorie dacă este utilă (datorită simplității ei) ca o aproximare în condiții specifice.  Un caz în acest sens îl constituie legile de mișcare ale lui Newton, care pot servi ca o aproximare a relativității restrânse la viteze mici în comparație cu viteza luminii. 
Teoriile științifice sunt testabile⁠(d) și fac predicții falsificabile. Acestea descriu cauzele unui fenomen natural particular și sunt utilizate pentru a explica și prezice aspecte ale universului fizic sau domenii specifice de cercetare (de exemplu, electricitate, chimie și astronomie). Oamenii de știință folosesc teorii pentru a face cunoașterea științifică să progreseze, precum și pentru a facilita progresul în tehnologie sau medicină. 
Ca și în cazul altor forme de cunoaștere științifică, teoriile științifice sunt atât deductive, cât și inductive, urmărind să aibă putere predictivă⁠(d) și explicativă⁠(d). 
Paleontologul Stephen Jay Gould scria că „faptele și teoriile sunt lucruri diferite, nu trepte într-o ierarhie cu certitudine crescândă. Faptele sunt datele lumii. Teoriile sunt structuri de idei care explică și interpretează faptele.”

## Tipuri
Albert Einstein a descris două tipuri de teorii științifice: „teorii constructive” și „teorii principiale”.  Teoriile constructive sunt modele constructive pentru fenomene: de exemplu, energia cinetică.  Teoriile principiale sunt generalizări empirice, cum ar fi legile de mișcare ale lui Newton.

## Caracteristici

### Criterii esențiale
Tipic, pentru ca orice teorie să fie acceptată în majoritatea mediilor academice, există un singur criteriu simplu. Criteriul esențial este ca teoria trebuie să fie observabilă și repetabilă. Criteriul menționat mai sus este esențial pentru a preveni frauda și pentru a perpetua știința în sine. 

Plăcile tectonice ale lumii au fost cartografiate în a doua jumătate a secolului al XX-lea. Teoria tectonică a plăcilor explică cu succes numeroase observații despre Pământ, inclusiv distribuția cutremurelor, a munților, a continentelor și a oceanelor.

Caracteristica definitorie a tuturor cunoștințelor științifice, inclusiv a teoriilor, este abilitatea de a face predicții⁠(d) falsificabile sau verificabile. Relevanța și specificitatea acestor predicții determină modul în care teoria este potențial utilă. O presupusă teorie care nu face previziuni observabile nu este o teorie științifică deloc. Predicțiile care nu sunt suficient de specifice pentru a fi testate nu sunt, în mod similar, utile. În ambele cazuri, termenul "teorie" nu este aplicabil. 
Un corp de descrieri ale cunoașterii poate fi numit teorie dacă îndeplinește următoarele criterii: 
- Face previziuni falsificabile cu acuratețe consistentă într-o arie largă de anchetă științifică (cum ar fi mecanica).
- Este bine susținut de mai multe dovezi grupate în componente independente, și nu au un fundament unic.
- Este în concordanță cu rezultatele experimentale preexistente și cel puțin la fel de precis în predicțiile sale ca și în cazul oricăror teorii preexistente.

Aceste calități sunt cu siguranță valabile pentru teoriile acceptate, cum ar fi relativitatea restrânsă și generală , mecanica cuantică, tectonica plăcilor, sinteza evoluționistă modernă⁠(d) etc. 

### Alte criterii
În plus, oamenii de știință preferă să lucreze cu o teorie care îndeplinește și următoarele calități: 
- Poate fi supusă unor adaptări minore pentru a ține cont de date noi care nu se potrivesc perfect, pe măsură ce sunt descoperite, crescând astfel capacitatea de predicție în timp.
- Este una dintre cele mai frugale explicații, economică în utilizarea entităților propuse sau în pașii explicativi folosiți, conform briciului lui Occam. Acest lucru se datorează faptului că pentru fiecare explicație acceptată a unui fenomen poate exista un număr extrem de mare, poate chiar de neînțeles, de alternative posibile și mai complexe, pentru că întotdeauna se pot împovăra explicațiile nereușite cu ipoteze ad-hoc⁠(d) pentru a le împiedica să fie falsificate; prin urmare, teoriile mai simple sunt de preferat față de cele mai complexe, deoarece acestea sunt mai testabile⁠(d).[9][10][11]

### Definiții date de organizații științifice
Academia Națională de Științe a Statelor Unite⁠(d) definește teoriile științifice după cum urmează:
Definiția științifică formală a teoriei este destul de diferită de semnificația cotidiană a cuvântului. Se referă la o explicație cuprinzătoare a unui aspect al naturii, care este susținută de un vast corp de dovezi. Multe teorii științifice sunt atât de bine stabilite încât nicio probă nouă nu le-ar putea modifica în mod substanțial. De exemplu, nicio dovadă nouă nu va demonstra că Pământul nu orbitează în jurul Soarelui (teoria heliocentrică) sau că lucrurile vii nu sunt formate din celule (teoria celulelor), că materia nu este compusă din atomi sau că suprafața Pământului nu este împărțită în plăci solide care se deplasează de-a lungul erelor geologic (teoria tectonicii plăcilor)... Una dintre cele mai utile proprietăți ale teoriilor științifice este că ele pot fi folosite pentru a face predicții despre evenimente naturale sau fenomene care nu au fost încă observate.
De la Asociația Americană pentru Progresul Științelor⁠(d):
O teorie științifică este o explicație bine fundamentată a unui aspect al lumii naturale, bazată pe un corp de fapte confirmate în mod repetat prin observație și experiment. Astfel de teorii susținute de fapt nu sunt „ghiceli”, ci relatări fiabile ale lumii reale. Teoria evoluției biologice este mai mult decât „doar o teorie”. Este o explicație la fel de factuală a universului ca și teoria atomică a materiei sau ca teoria germinativă a bolilor. Înțelegerea gravitației este încă o muncă în desfășurare. Dar fenomenul de gravitație, ca și evoluția, este un fapt acceptat.
Termenul teorie nu ar fi adecvat pentru descrierea ipotezelor netestate, dar complexe, și nici chiar a modelelor științifice⁠(d). 

## Formare

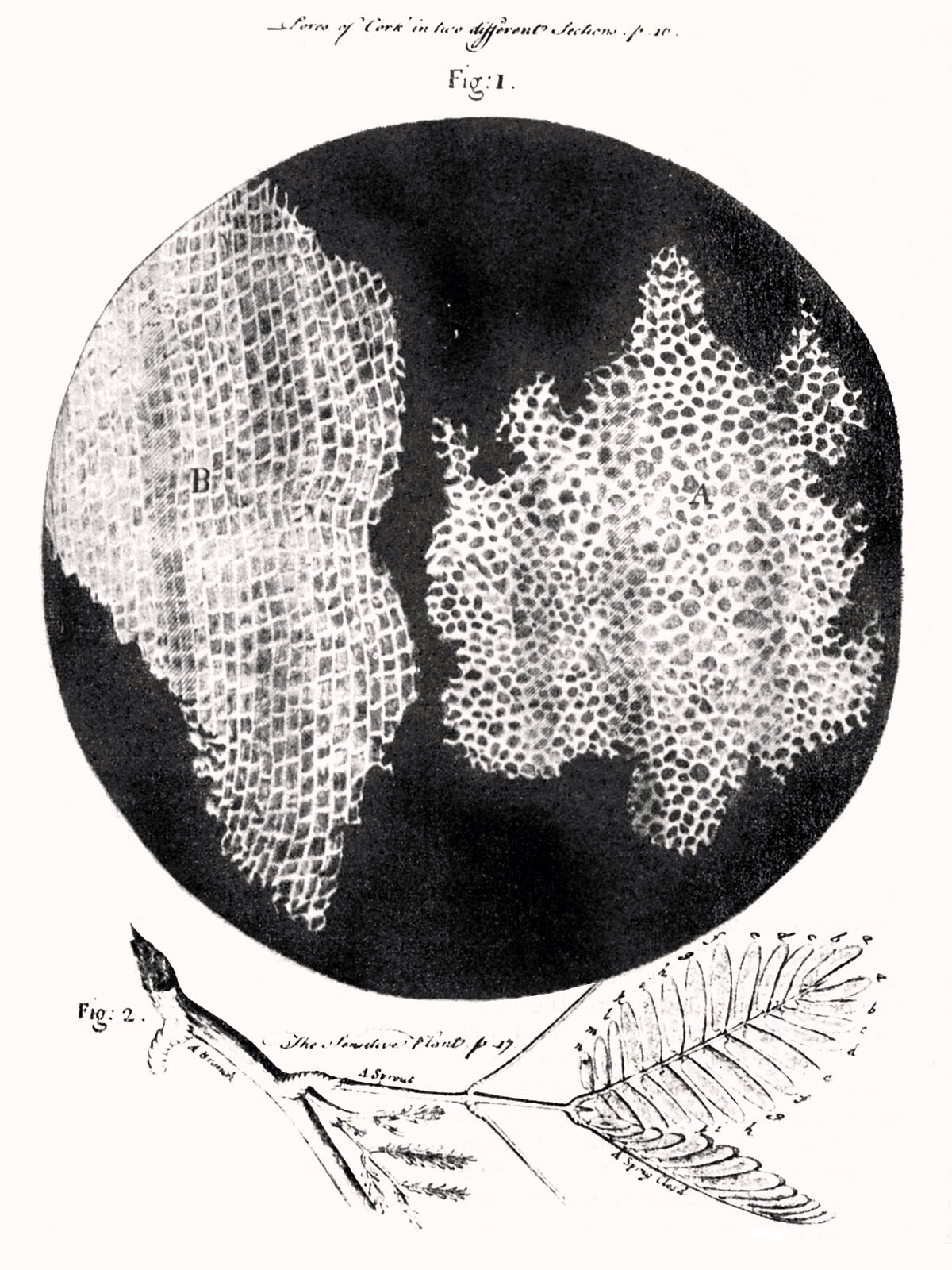
Prima observație a celulelor, de către Robert Hooke, folosind un microscop timpuriu, a condus la dezvoltarea teoriei celulare.

Metoda științifică implică propunerea și testarea ipotezelor, prin derivarea din ipoteze a unor predicții despre rezultatele experimentelor viitoare, apoi efectuarea acestor experimente pentru a vedea dacă predicțiile sunt valide. Acestea oferă probe fie pentru, fie împotriva ipotezei. Atunci când se colectează suficiente rezultate experimentale într-o anumită zonă de cercetare, oamenii de știință pot propune un cadru explicativ care să justifice cât mai multe dintre acestea. Această explicație este și ea testată și, dacă îndeplinește criteriile necesare (vezi mai sus), explicația devine o teorie. Acest lucru poate dura mulți ani, deoarece poate fi dificil sau complicat să se acumuleze probe suficiente. 
Odată ce toate criteriile au fost îndeplinite, acestea vor fi acceptate pe scară largă de către oamenii de știință (vezi consensul științific⁠(d)) ca cea mai bună explicație disponibilă a cel puțin unor fenomene.  Ea va fi făcut predicții ale fenomenelor pe care teoriile anterioare nu le-ar putea explica sau nu le-ar putea prezice cu exactitate și va fi rezistat tentativelor de falsificare.  Tăria probelor este evaluată de comunitatea științifică, iar cele mai importante experimente se replică de către mai multe grupuri independente. 
Teoriile nu trebuie să fie perfect precise pentru a fi utile din punct de vedere științific. De exemplu, predicțiile făcute de mecanicii clasici sunt cunoscute a fi inexacte în domeniul relativist, dar ele sunt aproape exact corecte la vitezele relativ scăzute ale experienței umane comune. În chimie, există multe teorii bază-acid care oferă explicații extrem de divergente ale naturii subiacente a compușilor acizi și bazici, dar sunt foarte utile pentru prezicerea comportamentului lor chimic. Ca toate cunoștințele din domeniul științei, nicio teorie nu poate fi complet sigură, deoarece este posibil ca experimentele viitoare să fie în contradicție cu predicțiile teoriei.  Cu toate acestea, teoriile susținute de consensul științific au cel mai înalt nivel de certitudine a oricărei cunoștințe științifice; de exemplu, că toate obiectele sunt supuse gravitației sau că viața de pe Pământ a evoluat de la un strămoș comun.
Acceptarea unei teorii nu impune ca toate previziunile sale majore să fie testate, dacă aceasta este deja susținută de probe suficient de puternice.  De exemplu, anumite teste pot fi imposibil de realizat sau dificil din punct de vedere tehnic. Drept urmare, teoriile pot face previziuni care nu au fost încă confirmate sau infirmate; în acest caz, rezultatele prezise pot fi descrise informal cu termenul „teoretic”. Aceste predicții pot fi testate ulterior, iar dacă sunt incorecte, acest lucru poate duce la revizuirea sau respingerea teoriei. 

## Modificarea și îmbunătățirea
Dacă se observă rezultate experimentale contrare previziunilor unei teorii, oamenii de știință evaluează mai întâi dacă designul experimental este solidă și dacă da, atunci ei confirmă rezultatele prin replicare⁠(d) independentă. Se începe apoi o căutare a potențialelor îmbunătățiri ale teoriei. Soluțiile pot necesita modificări minore sau majore ale teoriei, sau deloc dacă există o explicație satisfăcătoare în cadrul existent al teoriei. De-a lungul timpului, deoarece modificările succesive se construiesc una peste cealaltă, teoriile se îmbunătățesc în mod constant și se obține o precizie predictivă mai mare. Deoarece fiecare nouă versiune a unei teorii (sau o teorie cu totul nouă) trebuie să aibă mai multă putere predictivă și explicativă decât ultima, cunoașterea științifică devine tot mai exactă în timp. 
Dacă modificările teoriei sau alte explicații par a fi insuficiente pentru a ține cont de noile rezultate, atunci poate fi necesară o nouă teorie. Din moment ce cunoștințele științifice sunt de obicei durabile, acest lucru se produce mult mai rar decât modificarea. Mai mult, până când o astfel de teorie este propusă și acceptată, teoria precedentă va fi păstrată. Aceasta se datorează faptului că este încă cea mai bună explicație disponibilă pentru multe alte fenomene, așa cum i s-a verificat puterea predictivă în alte contexte. De exemplu, de la 1859 se știe că precesiunea observată a periheliului lui Mercur încalcă legile mecanicii newtoniene, dar teoria a rămas cea mai bună explicație disponibilă până când relativitatea a ajuns să fie susținută de dovezi suficiente. De asemenea, în timp ce noile teorii pot fi propuse de o singură persoană sau de mai multe, ciclul de modificări încorporează în cele din urmă contribuțiile multor oameni de știință diferiți.
După schimbări, teoria acceptată va explica mai multe fenomene și va avea o putere predictivă mai mare (dacă nu, modificările nu vor fi adoptate); această nouă explicație va fi apoi deschisă pentru înlocuire sau pentru modificări ulterioare. Dacă o teorie nu necesită modificări în ciuda testelor repetate, înseamnă că teoria este foarte precisă. Aceasta înseamnă și că teoriile acceptate continuă să acumuleze probe de-a lungul timpului, iar durata unei perioade în care o teorie (sau oricare dintre principiile sale) rămâne acceptată adesea indică puterea probelor sale justificative. 

### Unificare

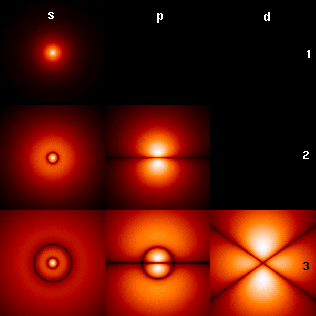
În mecanica cuantică, electronii unui atom ocupă orbite în jurul nucleului. Această imagine prezintă orbitele unui atom de hidrogen (s, p, d) la trei niveluri diferite de energie (1, 2, 3). Zonele mai luminoase corespund unei densități mai mari de probabilitate.

În unele cazuri, două sau mai multe teorii pot fi înlocuite de o singură teorie care explică teoriile anterioare ca aproximări sau cazuri speciale, analog cu modul în care o teorie este o explicație unificatoare pentru multe ipoteze confirmate; aceasta se numește unificare a teoriilor.  De exemplu, se știe acum că electricitatea și magnetismul sunt două aspecte ale aceluiași fenomen, denumit electromagnetism.
Atunci când predicțiile diferitelor teorii par să se contrazică reciproc, această problemă se rezolvă și ea prin probe suplimentare sau prin unificări. De exemplu, teoriile fizice din secolul al XIX-lea presupuneau că Soarele nu are cum să ardă de suficient de mult timp încât să permită anumite schimbări geologice, sau evoluția vieții. Acest lucru a fost rezolvat prin descoperirea fuziunii nucleare, principala sursă de energie a Soarelui.  Contradicțiile pot fi explicate și ca rezultat al teoriilor care aproximează fenomene mai fundamentale (necontradictorii). De exemplu, teoria atomică este o aproximare a mecanicii cuantice. Teoriile actuale descriu trei fenomene fundamentale separate, pe care toate celelale teorii le aproximează; potențiala unificare a acestora este uneori numită „teoria întregului”. 

### Exemplu: relativitatea
În 1905, Albert Einstein a publicat principiul relativității speciale, care în curând a devenit o teorie.  Relativitatea restrânsă a prezis alinierea principiului newtonian al invarianței galileene⁠(d), denumit și relativitate galileană, cu câmpul electromagnetic. Prin omiterea din relativitatea specială a eterului luminifer, Einstein a afirmat că dilatarea timpului și contracția lungimilor măsurate la un obiect în mișcare relativă sunt inerțiale — adică obiectul prezintă un vector viteză constant, măsurată de observatorul său. El a duplicat astfel transformarea Lorentz și contracția Lorentz, despre care se lansase ipoteza că pot rezolva problemele experimentale și introduce în teoria electrodinamică consecințele dinamice ale proprietăților eterului. Teorie elegantă, relativitatea restrânsă a condus la propriile sale consecințe, cum ar fi echivalența masei și energiei care se transformă în una în alta și rezolvarea paradoxului că o excitație a câmpului electromagnetic ar putea fi văzută într-un sistem de referință ca electricitate, și în altul ca magnetism. 
Einstein a căutat să generalizeze principiul invarianței la toate sistemele de referință, fie inerțiale, fie accelerate. Respingând gravitația newtoniană — o forță centrală care acționa instantaneu la distanță — Einstein a presupus existența unui câmp gravitațional. În 1907, principiul de echivalență al lui Einstein a sugerat că o cădere liberă într-un câmp gravitațional uniform este echivalentă cu mișcarea inerțială. Prin extinderea efectelor relativității restrânse la trei dimensiuni, relativitatea generală a extins contracția lungimii la contracție spațială, conceperea spațiului-timp 4D ca un câmp gravitațional care modifică geometric și stabilește traiectoriile tuturor obiectelor locale. Chiar și energia fără masă exercită o mișcare gravitațională asupra obiectelor locale prin „curbarea” suprafeței geometrice a spațiului-timp 4D. Cu toate acestea, cu excepția cazului în care energia este vastă, efectele sale relativiste de a contracta spațiul și de a încetini timpul sunt neglijabile atunci când se prevede doar mișcarea. Deși relativitatea generală este îmbrățișată ca teoria mai explicativă prin realismul științific, teoria lui Newton rămâne un succes ca o simplă teorie predictivă prin Instrumentalism. Pentru a calcula traiectoriile, inginerii și NASA folosesc în continuare ecuațiile lui Newton, cu care se operează mai simplu.

## Teorii și legi
Atât legile științifice, cât și teoriile științifice sunt produse din metoda științifică prin formarea și testarea ipotezelor și pot prezice comportamentul lumii naturale. Ambele sunt de obicei bine susținute de observații și/sau dovezi experimentale. Cu toate acestea, legile științifice sunt prezentări descriptive ale modului în care natura se va comporta în anumite condiții. Teoriile științifice sunt mai ample și oferă explicații generale despre modul în care funcționează natura și de ce prezintă anumite caracteristici. Teoriile sunt susținute de probe din mai multe surse diferite și pot conține una sau mai multe legi.
O frecventă concepție greșită este aceea că teoriile științifice ar fi idei rudimentare care se vor finaliza în cele din urmă în legi științifice, când vor acumulate suficiente date și dovezi. O teorie nu se transformă într-o lege științifică, indiferent de acumularea unor probe noi sau mai bune. O teorie va rămâne întotdeauna o teorie; o lege va rămâne întotdeauna o lege. Atât teoriile, cât și legile ar putea fi falsificate prin contradovezi.
Teoriile și legile sunt, de asemenea, distincte de ipoteze. Spre deosebire de ipoteze, teoriile și legile pot fi pur și simplu denumite fapte științifice. Cu toate acestea, în știință, teoriile sunt diferite de fapte, chiar și atunci când sunt bine susținute. De exemplu, evoluția este atât o teorie, cât și un fapt⁠(d).

## Filosofia teoriilor științifice

### Teoriile ca axiome
Pozitiviștii logici credeau că teoriile științifice sunt afirmații într-un limbaj formal. Logica de ordinul întâi este un exemplu de limbaj formal. Pozitiviștii logici aveau în vedere un limbaj științific similar.  Pe lângă teoriile științifice, limbajul cuprindea și propoziții de observație („Soarele răsare în est”), definiții și afirmații matematice. Dacă nu puteau fi observate direct de către simțuri (de exemplu, atomii și undele radio), fenomenele explicate de teorii erau tratate ca concepte teoretice. În această perspectivă, teoriile funcționează ca niște axiome: observațiile previzionate sunt derivate din teoriile asemănătoare cu teoremele derivate în geometria euclidiană. Cu toate acestea, predicțiile sunt apoi testate în raport cu realitatea pentru a verifica teoriile, iar „axiomele” pot fi revizuite ca un rezultat direct. 
Expresia „viziunea primită a teoriilor⁠(d)” este folosită pentru a descrie această abordare. Termenii folosiți în mod obișnuit sunt „lingvistici” (deoarece teoriile sunt componente ale unui limbaj) și „sintactice” (deoarece un limbaj are reguli despre modul în care simbolurile pot fi puse împreună). Problemele de definire a acestui tip de limbaj exact, de exemplu aceea dacă obiectele observate în microscoape sunt obiecte observate sau obiecte teoretice, au condus la dispariția efectivă a pozitivismului logic în anii 1970. 

### Teoriile ca modele
Viziunea semantică a teoriilor⁠(d), care identifică teoriile științifice cu modele⁠(d) mai degrabă decât cu propoziții, a înlocuit concepția primită ca poziție dominantă în formularea teoretică în filosofia științei. Un model este un cadru logic menit să reprezinte realitatea (un „model al realității”), similar cu modul în care o hartă este un model grafic care reprezintă teritoriul unui oraș sau al unei țări.

periheliului lui Mercur (exagerată). Abaterea poziției lui Mercur față de predicția Newtoniană este de aproximativ 43 de (aproximativ două treimi din 1/60 dintr-un grad) pe secol.

În această abordare, teoriile sunt o categorie specifică de modele care îndeplinesc criteriile necesare. Se poate folosi limbajul pentru a descrie un model; totuși, teoria este modelul (sau o colecție de modele similare), și nu descrierea lui. Un model al sistemului solar, de exemplu, ar putea consta în obiecte abstracte care reprezintă Soarele și planetele. Aceste obiecte au proprietăți asociate, de exemplu, poziții, viteze și mase. Parametrii modelului, de exemplu, legea gravitației a lui Newton, determină modul în care pozițiile și vitezele se schimbă cu timpul. Acest model poate fi apoi testat pentru a vedea dacă prezice cu precizie observațiile viitoare; astronomii pot verifica dacă pozițiile obiectelor modelului se potrivesc în timp cu pozițiile reale ale planetelor. Pentru majoritatea planetelor, previziunile modelului newtonian sunt corecte; pentru Mercur, sunt ușor inexacte, și trebuie folosit în schimb modelul relativității generale. 
Cuvântul „semantic” se referă la modul în care un model reprezintă lumea reală. Reprezentarea (literalmente, „re-prezentarea”) descrie aspectele particulare ale unui fenomen sau mod de interacțiune între un set de fenomene. De exemplu, un model scalar al unei case sau al unui sistem solar nu este clar o casă sau un sistem solar real; aspectele unei case reale sau ale unui sistem solar real reprezentat într-un model la scară sunt, numai în anumite moduri limitate, reprezentative pentru entitatea actuală. Un model la scară al unei case nu este o casă; dar pentru cineva care vrea să învețe despre case, la fel cum om de știință vrea să înțeleagă realitatea, poate fi suficient un model la scară destul de detaliată. 

#### Diferențele dintre teorie și model
Mai mulți comentatori au afirmat că caracteristica distinctivă a teoriilor este că ele sunt explicative și descriptive, în timp ce modelele sunt doar descriptive (deși sunt în continuare predictive într-un sens mai limitat). Filosoful Stephen Pepper⁠(d) făcea și distincția între teorii și modele, și a spus în 1948 că modelele și teoriile generale sunt bazate pe o metaforă de „rădăcină” care constrânge modul în care oamenii de știință teoretizează și modelează un fenomen și ajung astfel la ipoteze testabile. 
Practica inginerească face distincția între „modele matematice” și „modele fizice”; costul fabricării unui model fizic poate fi minimizat prin crearea mai întâi a unui model matematic folosind software pentru calculatoare, cum ar fi un instrument de proiectare asistată de calculator. Piesele componente sunt ele însele modelate, iar toleranțele de fabricație sunt specificate. Pentru a stabili secvența de fabricație, se utilizează un desen cu vedere expandată. Pachetele de simulare pentru afișarea fiecăreia dintre subansamble permit ca părțile să fie rotite, mărite, în detalii realiste. Pachetele software pentru crearea listei de materiale pentru construcții permit subcontractanților să se specializeze în procesele de asamblare, care împart costul de producție a mașinilor între mai mulți clienți.

### Presupuneri în formularea teoriilor
O ipoteză (sau axiomă) este o afirmație acceptată fără demonstrație. De exemplu, ipotezele pot fi folosite ca premise într-o argumentație logică. Isaac Asimov descria ipotezele după cum urmează:
 ... este incorect să vorbim despre o presupunere ca fiind adevărată sau falsă, deoarece nu există nicio modalitate de a demonstra că este oricare. Este mai bine ca ipotezele să fie considerate utile sau inutile, în funcție dacă deducerile făcute din ele corespund realității... De vreme ce trebuie să începem undeva, trebuie să avem ipoteze, dar, cel puțin, să avem cât mai puține ipoteze cu putință.  
Anumite ipoteze sunt necesare pentru toate afirmațiile empirice (de exemplu, presupunerea că realitatea există). Cu toate acestea, teoriile nu fac în general presupuneri în sensul convențional (declarații acceptate fără dovezi). În timp ce ipotezele sunt adesea încorporate în formarea noilor teorii, acestea sunt fie susținute de dovezi (cum ar fi din teoriile existente anterior), fie dovezile sunt produse în cursul validării teoriei. Acest lucru poate fi la fel de simplu ca observarea faptului că teoria face previziuni exacte, ceea ce demonstrează că orice ipoteze făcute la început sunt corecte sau aproximativ corecte în condițiile testate. 
Ipotezele convenționale, fără dovezi, pot fi utilizate dacă teoria este destinată aplicării numai atunci când ipoteza este valabilă (sau aproximativ valabilă). De exemplu, teoria relativității restrânse presupune un sistem de referință inerțial. Teoria face previziuni exacte atunci când presupunerea este valabilă și nu face previziuni exacte atunci când ipoteza nu este validă. Astfel de ipoteze sunt adesea punctul în care teoriile mai vechi sunt urmate de altele noi (teoria relativității generale funcționează și în sisteme de referință neinerțiale). 

## Descrieri

### De la filozofii științei
Karl Popper descria caracteristicile unei teorii științifice după cum urmează: 
1. Este ușor de obținut confirmări sau verificări pentru aproape orice teorie — dacă se caută confirmări.
2. Confirmările ar trebui să fie luate în considerare numai dacă sunt rezultatul unor previziuni riscante; adică dacă, neluminați de teoria în cauză, ar fi trebuit să ne așteptăm la un eveniment incompatibil cu teoria — un eveniment care ar fi respins teoria.
3. Orice teorie științifică „bună” este o interdicție: interzice ca anumite lucruri să se întâmple.  Cu cât teoria interzice mai mult, cu atât este mai bună.
4. O teorie care nu este refutabilă prin orice eveniment imaginabil nu este științifică.  Irefutabilitate nu este o virtute a unei teorii (așa cum cred adesea oamenii), ci un viciu.
5. Fiecare test autentic al unei teorii este o încercare de a o falsifica sau de a o refuta.  Testabilitatea înseamnă falsificabilitate; dar există grade de testabilitate: unele teorii sunt mai testabile, mai expuse la refutare decât altele; ele își asumă, ca atare, riscuri mai mari.
6. Confirmarea dovezilor nu trebuie să fie luată în considerare decât atunci când este rezultatul unui test veritabil al teoriei; și aceasta înseamnă că poate fi prezentată ca o încercare serioasă, dar fără succes, de a falsifica teoria. (Acum vorbesc în astfel de cazuri de „dovezi coroborante”).
7. Unele teorii cu adevărat testabile, atunci când s-au dovedit a fi false, ar putea fi totuși susținute de admiratorii lor — de exemplu prin introducerea unor presupuneri sau ipoteze auxiliare post-hoc (după fapt) sau prin reinterpretarea teoriei post hoc astfel încât să scape de refutare. O astfel de procedură este întotdeauna posibilă, dar salvează teoria de refutare doar cu prețul distrugerii, sau cel puțin scăderii, statutului său științific, prin manipularea probelor⁠(d). Tentația de a manipula poate fi minimizată, prin a scrie la început protocolul de testare înainte de a începe lucrarea științifică.

Popper a rezumat aceste afirmații spunând că criteriul central al statutului științific al unei teorii este „falsificabilitatea, refutabilitatea sau testabilitatea”.  Detaliind, Stephen Hawking afirma: „o teorie este o teorie bună daca îndeplinește două cerințe: Trebuie să descrie cu exactitate o mare clasă de observații pe baza unui model care conține doar cateva elemente arbitrare, și trebuie sa faca predicții despre rezultatele observațiilor viitoare.”  El discută și natura „neprobabilă, dar falsificabilă” a teoriilor, care este o consecință necesară a logicii inductive și că „poți infirma o teorie prin găsirea unei singure observații care nu este de acord cu predicțiile teoriei”.
Mai mulți filozofi și istorici ai științei au susținut totuși că definiția lui Popper drept teorie ca un set de afirmații falsificabile este greșită deoarece, așa cum sublinia Philip Kitcher⁠(d), cu o viziune strict popperiană a teoriei, observațiile asupra lui Uranus, când a fost descoperit pentru prima dată în 1781, ar fi „falsificat” mecanica cerească a lui Newton. Mai degrabă, oamenii au sugerat că o altă planetă influențează orbita lui Uranus — și această predicție a fost într-adevăr confirmată. 
Kitcher este de acord cu Popper că „există cu siguranță ceva corect în ideea că o știință poate reuși numai dacă poate și eșua”.  El spune, de asemenea, că teoriile științifice includ declarații care nu pot fi falsificate și că teoriile bune trebuie să fie și creative. El insistă ca teoriile științifice să fie privite ca o „colecție elaborată de afirmații", dintre care unele nu sunt falsificabile, în timp ce altele — pe care le numește „ipoteze auxiliare”, sunt. 
Potrivit lui Kitcher, teoriile științifice bune trebuie să aibă trei trăsături: 
1. Unitate: „O știință ar trebui să fie unificată ....  Teoriile bune constau dintr-o singură strategie de rezolvare a problemelor sau dintr-o mică familie de strategii de rezolvare a problemelor, care pot fi aplicate într-o gamă largă de probleme”.
2. Fecunditate⁠(d): „O mare teorie științifică, ca a lui Newton, deschide noi domenii de cercetare ....  Pentru că o teorie prezintă o nouă modalitate de a privi lumea, ea ne poate conduce la întrebări noi și, astfel, [ne determină] să începem linii de cercetare noi și fructuoase ....  De obicei, o știință înfloritoare este incompletă. În orice moment, ridică mai multe întrebări decât poate răspunde în prezent. Dar incompletitudinea nu este viciu. Dimpotrivă, incompletitudinea este mama fecundității ....  O teorie bună ar trebui să fie productivă; ar trebui să ridice noi întrebări și să presupună că aceste întrebări pot primi răspuns fără a renunța la strategiile de rezolvare a problemelor”.
3. Ipotezele auxiliare care pot fi testate în mod independent: „o ipoteză auxiliară ar trebui să fie testabilă independent de problema particulară pe care aceasta o introduce pentru a rezolva, independent de teoria pe care este concepută să o salveze”. (De exemplu, dovezile existenței lui Neptun sunt independente de anomaliile din orbita lui Uranus.)

Ca și alte definiții ale teoriilor, inclusiv cea a lui Popper, Kitcher clarifică faptul că o teorie trebuie să includă și afirmații care au consecințe observaționale. Dar, ca și observarea neregulilor din orbita lui Uranus, falsificarea este doar o posibilă consecință a observării. Producerea de noi ipoteze este un alt rezultat posibil și la fel de important. 

### Analogii și metafore
Conceptul de teorie științifică a fost, de asemenea, descris folosind analogii și metafore.  De exemplu, empiristul logic Carl Gustav Hempel a comparat structura unei teorii științifice cu o „rețea spațială complexă”:
Termenii ei sunt reprezentați de noduri, în timp ce firele care leagă acestea din urmă corespund în parte definițiilor și, în parte, ipotezelor fundamentale și derivate incluse în teorie.  Întregul sistem plutește deasupra planului de observație, și este ancorat în el prin regulile de interpretare. Acestea pot fi văzute ca fire care nu fac parte din rețea, ci leagă anumite puncte ale acesteia din urmă de puncte specifice din planul de observare. În virtutea acestor conexiuni interpretative, rețeaua poate funcționa ca o teorie științifică: Din anumite date observaționale, putem să urcăm, printr-un fir interpretativ, într-un anumit punct al rețelei teoretice, și de acolo să procedăm, prin definiții și ipoteze, în alte puncte, din care un alt fir de interpretare permite o coborâre în planul de observare.
Michael Polanyi⁠(d) făcea o analogie între o teorie și o hartă:
O teorie este altceva decât mine. Ea poate fi prezentată pe hârtie ca un sistem de reguli și este o teorie cu atât mai adevărată, cu cât poate fi descrisă în acești termeni. Teoria matematică atinge cea mai înaltă perfecțiune în acest sens. Dar chiar și o hartă geografică întruchipează pe deplin un set de reguli stricte pe care le poți urma pentru a-ți găsi drumul printr-o regiune de experiență altfel neexplorată. Într-adevăr, toată teoria poate fi privită ca un fel de hartă extinsă în spațiu și timp.
O teorie științifică poate fi gândită și ca o carte care surprinde informațiile fundamentale despre lume, o carte care trebuie cercetată, scrisă și împărtășită. În anul 1623, Galileo Galilei scria:
Filosofia este scrisă în această mare carte — adică universul — care este permanent deschisă privirii noastre, dar nu poate fi înțeleasă decât de cine învață mai întâi să înțeleagă limba și să interpreteze semnele în care este scrisă. Este scrisă în limba matematicii, iar personajele sale sunt triunghiuri, cercuri și alte figuri geometrice, fără de care este imposibil omenește să înțelegem chiar și un singur cuvânt din ea; fără acestea, te rătăcești într-un labirint întunecat.
Metafora cărții ar putea fi aplicată și în următorul pasaj, de către filosoful contemporan al științei, Ian Hacking⁠(d):
Dumnezeu nu a scris o carte a naturii, așa cum și-au imaginat vechii europeni. A scris o bibliotecă borgesiană, a cărei fiecare carte este cât se poate de scurtă, a cărei fiecare carte este consistentă cu celelalte. Nicio carte nu este redundantă. Pentru fiecare carte există o bucățică omenește accesibilă din natură, astfel încât acea carte, și niciuna alta, face posibilă înțelegerea, predicția și influențarea a ceea ce se întâmplă... Leibniz a spus că Dumnezeu a ales o lume care maximizează varietatea fenomenelor, alegând cele mai simple legi. Exact așa: dar cel mai bun mod de a maximiza varietatea fenomenelor și de a avea legi simple este de a avea legi inconsecvente una cu cealaltă, fiecare aplicându-se la un lucru sau altul, dar niciuna aplicându-se tuturor.

## În fizică
În fizică, termenul de teorie este folosită în general pentru un cadru matematic — derivat dintr-un mic set de postulate de bază (de obicei simetrii —cum ar fi egalitatea locațiilor în spațiu sau în timp, sau identitatea electronilor etc.) — care este capabilă să producă experimente predictive pentru o anumită categorie de sisteme fizice. Un bun exemplu este electromagnetismul clasic, care cuprinde rezultatele derivate din simetria gauge (uneori numită invarianță gauge) sub forma câtorva ecuații numite ecuații lui Maxwell. Aspectele matematice specifice ale teoriei electromagnetice clasice sunt denumite „legi ale electromagnetismului”, care reflectă nivelul de dovezi consecvente și reproductibile care o susțin. În general, în teoria electromagnetică, există numeroase ipoteze despre modul în care electromagnetismul se aplică situațiilor specifice. Multe dintre aceste ipoteze sunt deja considerate a fi testate în mod adecvat, unele noi fiind mereu în curs de elaborare și probabil netestate. Un exemplu al celor din urmă ar putea fi forța de reacțiune a radiațiilor⁠(d). Începând cu anul 2009, efectele sale asupra mișcării periodice a sarcinilor sunt detectabile în sincrotroni, dar numai ca efecte medii în timp. Unii cercetători au în vedere acum experimente care ar putea observa aceste efecte la nivel instantaneu (adică nu în medie în timp).

## Exemple
Multe domenii de cercetare nu au anumite teorii cu nume, cum ar fi biologia dezvoltării. Cunoștințele științifice din afara unei teorii cu nume pot avea în continuare un nivel ridicat de certitudine, în funcție de cantitatea de dovezi care le susțin. De asemenea, deoarece teoriile extrag dovezi din mai multe domenii diferite, clasificarea nu este absolută. 
- Biologie: teoria celulelor, teoria evoluției (sinteza evolutivă modernă⁠(d)), teoria germenilor⁠(d), teoria moștenirii particulare⁠(d), teoria dublei moșteniri⁠(d)
- Chimie: teoria coliziunii, teoria cinetică a gazelor, teoria lui Lewis, teoria moleculară, teoria orbitelor moleculare, teoria stării tranziției⁠(d), teoria legăturilor de valență
- Fizică: teoria atomică, teoria Big Bang, teoria dinamului⁠(d), teoria perturbării⁠(d), teoria relativității (succesoarea mecanicii clasice), teoria cuantică a câmpurilor
- Altele: teoria schimbările climatice (din climatologie),[46] teoria plăcilor tectonice (dingeologie ), teoriile originii Lunii⁠(d), teoriile despre iluzia Lunii⁠(d)